# Gladiolus kamiesbergensis
Gladiolus kamiesbergensis är en irisväxtart som beskrevs av Gwendoline Joyce Lewis. Gladiolus kamiesbergensis ingår i släktet sabelliljor, och familjen irisväxter. Inga underarter finns listade i Catalogue of Life.